# Aligot de l'Himàlaia
L'aligot de l'Himàlaia (Buteo refectus; syn: Buteo burmanicus) és una espècie d'ocell de la família dels accipítrids (Accipitridae), sovint considerada una subespècie de Buteo buteo. Habita boscos i terrenys oberts de l'Himàlaia i l'oest de la Xina. El seu estat de conservació es considera de risc mínim.